# Valensole

Valensole este o comună în departamentul Alpes-de-Haute-Provence din sud-estul Franței. În 1 ianuarie 2022 avea o populație de 3.151 de locuitori.

## Personalități născute aici
- Pierre-Charles Villeneuve (1763 - 1806), ofițer din timpul Războaielor napoleoniene.